# Situl arheologic din epoca romană de la Bumbești Jiu - "Vârtop"
Castrul se află pe malul stâng al Jiului fiind construit din pământ.
Situat la 35 m V. de șoseaua Târgu Jiu - Petroșani, castrul roman de la Bumbești Jiu apăra și asigura intrarea în defileul Jiului.
Castrul a fost construit și folosit între cele două războaie de cucerire a Daciei de către romani (101-102 și 105-106), după care a fost abandonat. Lângă castru s-au găsit urme ce presupun o așezare civilă. Misiunea acestui castru era de a supraveghea drumul roman ce pleacă de la Bumbești prin Porceni peste munți, prin Pasul Vâlcan spre Sarmisegetuza precum și de a supraveghea populația dacică de aci. Este important faptul că romanii și-au ridicat castrele lor în apropierea celor mai însemnate puncte strategice ale dacilor, în special în locurile cu turnuri de pază și sanctuare.
Castrul de pământ și lemn, de la Vârtop, măsoară 126 m × 115 m și a fost cercetat prin sondaje de Grigore Tocilescu, Panfil Polonic, Florescu și Bujor, care au scos la iveală cărămizi și țigle romane. Are un val de pământ lat de 14 m și înalt de 0,50 m - 2 m, un șanț adânc de 0,50 m și lat de 11 m.
Arheologii au găsit modeste urme de ceramică, un vârf de lance, piroane de fier și trei monede din sec II e.n. Se pare că acest castru a încetat să mai fie folosit de îndată ce se ridicase cel de la Bumbești, la o distanță de 800 m spre sud.
Castrul și-a luat denumirea după pârâul cu același nume ce trece pe lângă el și este distrus în cea mai mare parte de calea ferată Târgu Jiu – Petroșani și de gropile unei cărămidării.
Situl arheologic de la Bumbești-Jiu oraș „Vârtop”, din Epoca romană, este înscris în Lista monumentelor istorice 2004 la nr. crt. 18, cod LMI GJ-I-s-B-09127, cu următoarele sub-coduri: GJ-I-m-B-09127.01 Așezare civilă; GJ-I-m-B-09127.02 Castru de pământ; GJ-I-m-B-09127.03 Val de pământ.

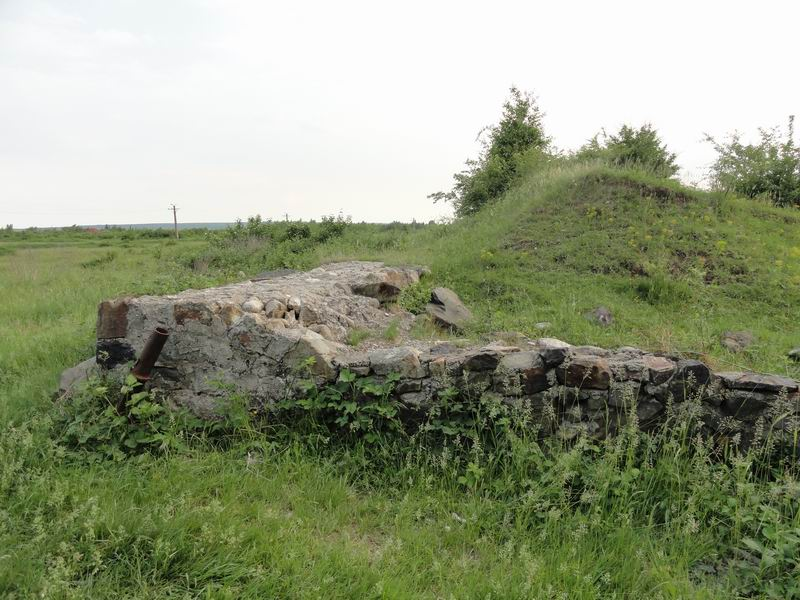
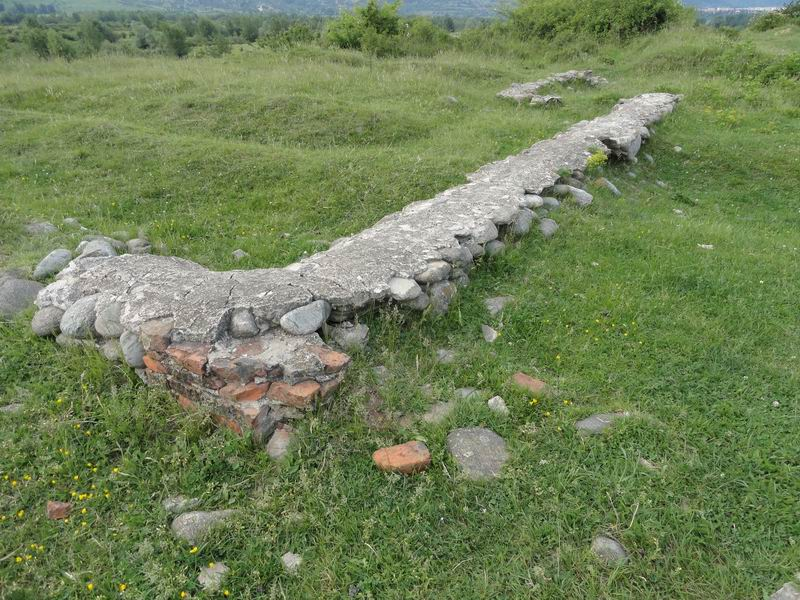
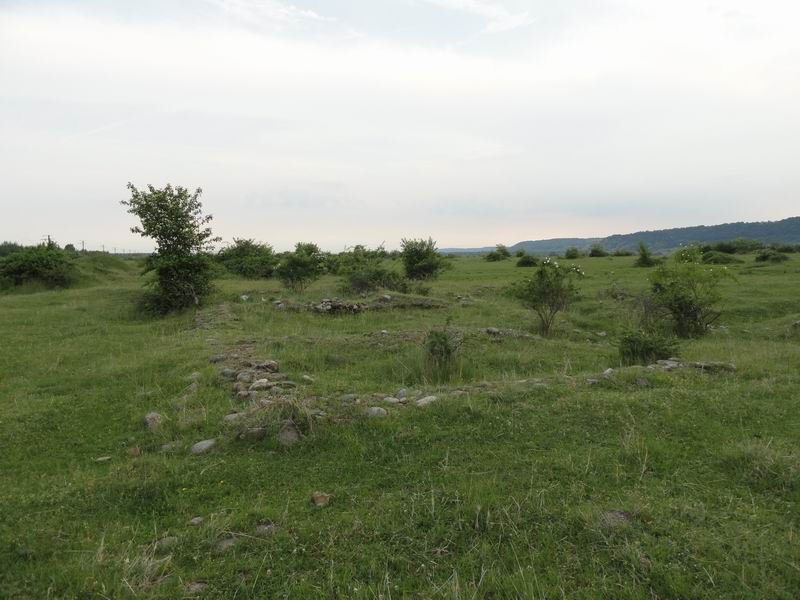